# Věznice Mírov

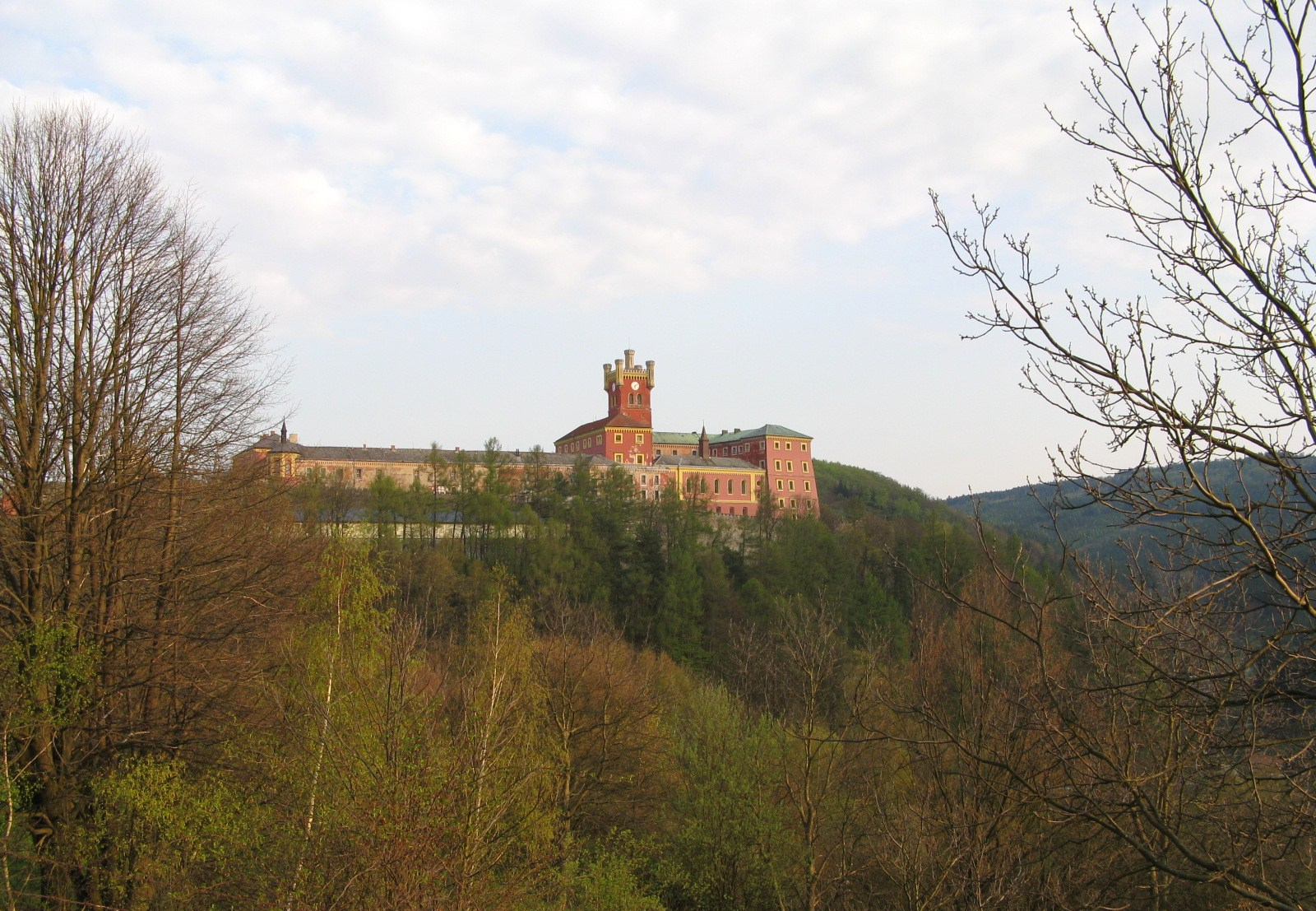
Hrad Mírov od západu

Věznice Mírov je umístěná na bývalém středověkém hradě v obci Mírov (okres Šumperk). Jde o věznici se zvýšenou ostrahou, která má mimo jiné oddělení pro doživotně odsouzené, v němž jsou vězněni nejnebezpečnější vězni České republiky. Ve věznici je zřízena truhlářská dílna.

## Historie
Hrad byl po nutných přestavbách používán jako kněžská věznice už od roku 1760 a o pouhých 100 let později jako státní věznice, která fungovala i v dobách Československa. Patřila k devíti věznicím, které mezi prvními internovali vězně s dlouholetými tresty. V roce 1930 se z věznice stal ústav pro nemocné vězně. Po květnu 1945 byly v Mírově vězněni zločinci odpykávající si tresty za závažné zločiny a odsouzení nacisté a představitelé protektorátního režimu. V období komunistického režimu byl v Mírově dva roky tábor nucených prací, a potom zde byl internační tábor pro řeholníky a věznice.

### Období německé okupace Čech, Moravy a Slezska
Pro vývoj věznice v tomto období byly zásadní výsledky Mnichovské dohody. Na podzim 1938 byla převedena do německé správy. V té plnila hned několik funkcí, za zmínku stojí obzvláště období od roku 1942 do konce války, kdy sloužila jako „ústav pro plicně nemocné“ a internovala nemocné vězně různých národností, a to zvláště české a polské. Přebírání mírovské věznice do německé správy probíhalo od 8. do 10. října 1938. Došlo k propuštění českých úředníků, čeští vězni byli převezeni do věznice Krajského soudu v Olomouci a obyvatelé Mírova, většinou rodiny zaměstnanců věznice, se museli vystěhovat. Dne 1. prosince 1938 nastoupil na Mírov Otto Gemerich, nejprve jako přednosta trestnice a poté neoficiálně zastupoval nového přednostu Augustina Mrhu, který byl tehdy nemocný, a to do začátku června 1939. Přes svou krátkou působnost byl Otto Emmerich významnou osobností Mírovské věznice a na jeho názory k podezřelým osobám se přihlíželo, i když už na Mírově nepůsobil. Postupem času rostl počet vězňů a s ním i potřeba nových dozorců. V květnu roku 1940 bylo na Mírové zaměstnáno 13 dozorců, ke konci listopadu téhož roku byl počet zaměstnaných dozorců zdvojnásoben.
Vlivem špatných podmínek a podvýživy docházelo k šíření různých nemocí, např. tyfu a tuberkulózy. Onemocnění omezovala práceschopnost vězňů, a tak bylo rozhodnuto nemocné vězně internovat. Nemocní byli rozděleni do 3 skupin, podle národnosti a ideologie. Třetí skupina, skládající se převážně z Čechů a Poláků byla internována právě na Mírově. Mírov byl oproti ostatním zařízením, kam se posílali vězni zbylých dvou skupin na svou roli ústavu pro plicně choré připraven nejhůře. A ačkoliv byly plánovány renovační práce, aby byl Mírov schopný poskytnout základní lékařskou práci, k většině ani nedošlo, popřípadě později, když už byla ozdravovna několik měsíců v provozu. Za období okupace zemřelo na Mírově 670 lidí, příčinami byla ve větší míře tuberkulóza, ale také podvýživa, nevhodné ubytovací podmínky a těžká fyzická práce.

### Období komunistického režimu
Dne 22. dubna 1949 se Mírov stal táborem nucených prací (TNP) pro politické vězně. TNP Mírov byl určen zejména pro vojáky a důstojníky, kteří byli propuštěni z armády, protože si režim nebyl zcela jistý, že jsou důvěryhodní. Byli tam posláni také ti, kteří si po propuštění z armády „nechtěli“ najít práci. Většinou se však snažili práci, i když byla podřadná, najít, ale nikdo je nechtěl přijmout. Většina se ale do TNP dostala kvůli akcím „D“ (D jako důstojníci). Jejich cílem bylo nejen internovat nepohodlné důstojníky, ale i získat byty, kde doposud bydleli. Byty pak sloužily novým armádním důstojníkům. Akcí „D“ bylo celkem pět. První se uskutečnila již 20. dubna 1949 a z 50 osob jich na Mírov přišlo asi 35. Z celých akcí se na Mírov dostalo asi 215 lidí. Specifická byla poslední akce, protože byla cílená na důstojníky bydlící v Dejvicích ve úspěšné snaze získat jejich byty. Akce probíhaly od dubna do září 1949. Poté proběhla ještě 10. listopadu 1949 akce „d“ během níž bylo zadrženo 35 zpravodajských důstojníků. Na Mírov se z nich dostalo 14. V letech 1949 až 1951 byla na Mírově vězněno asi 277 důstojníků. Část důstojníků ani nevěděla, z čeho je vlastně obviněna. A ve spoustě případů to byly důvody vymyšlené, někdy až absurdní.
V červenci roku 1950 byl zákon o táborech nucených prací zrušen a byla zřízena komise na propouštění těchto (poliktických) vězňů, která neshledala na důvodech, proč byli tito vězni vězněni, nic zvláštního. Roku 1951 se blížila doba propuštění většiny těchto vězňů. Tehdejší politické orgány došly k závěru, že i přes původní záměr převychovat tyto vězně, byl výsledek opačný. Byli tedy z věznice propuštěni, až na sedm vězňů čekajících na trest podle 231/1948 Sb. Na ochranu lidově demokratické republiky – ti byli převezeni jinam. 

### Období po roce 1989
Jedním z nejslavnějších vězňů byl Jiří Kajínek, jednak pro nejasnosti ve svém procesu, jednak (a zejména) kvůli tomu, že v roce 2000 z Mírova uprchl a byl dopaden až po několika týdnech. Kajínek byl zřejmě jediným vězněm, kterému se podařilo z věznice uprchnout. Spolu s ním měl utéci i další doživotně odsouzený vrah Martin Vlasák, ten se však zalekl střelby a vrátil se do cely.

## Počet politických vězňů, kteří zemřeli na Mírově
Úmrtí za 2. světové války (podle seznamu vězňů české národnosti)
- 1938–1940 – 5
- 1941 – 4
- 1942 – 10
- 1943 – 33
- 1944 – 75
- 1945 – 20

### Vězni komunismu
- Bohuslav Burian (zápal plic a následky mučení, odepřena nutná lékařská péče)
- János Esterházy
- Josef Jakubec – katolický kněz, úmrtí na rakovinu
- Michal Mareš - anarchista, novinář a spisovatel
- Jan Plesl (zemřel na následky krutého věznění a odepření nutné lékařské péče)
- Václav Vambera (zemřel na infarkt, následek psychického strádání za vykonstruovaný proces)
- Antonín Zgarbík (zemřel ve Valdicích na následky astmatického záchvatu, odepřeny léky a lékařská péče)

## Seznam doživotně odsouzených v současnosti
- Rudolf Fian
- Michael Galez
- Jaroslav Hejna
- Dušan Kotlár
- Ivan Lázok
- Pavel Nárožný
- Karel Šťovíček
- Bohumil Vacík
- Martin Vlasák
- Jaroslav Zezula

## Seznam doživotně odsouzených, kteří zde spáchali sebevraždu
- Zdeněk Maleček
- Stanislav Večeřa

## Věznice Mírov v umění
Ve filmu Tmavomodrý svět byla věznice Mírov místem, kde si odpykávali své tresty letci z RAF po návratu do vlasti. Hlavní hrdina zde vzpomíná na válečná léta.
Na hradě byl v letech 1969–1974 vězněn i Vladimír Škutina, přední publicista období pražského jara. Škutina svůj pobyt mezi těžkými kriminálníky a psychopatickými bachaři zachytil ve své knize Prezidentův vězeň na hradě plném bláznů.
Věznice se objevila i ve filmu Kajínek, mapujícím Kajínkův příběh.
Dalším dílem byl film Tichá bolest scenáristy Jiřího Křižana.